# Конельсько-Попівська волость
Конельсько-Попівська волость — адміністративно-територіальна одиниця Липовецького повіту Київської губернії з центром у селі Конельська Попівка.
Станом на 1886 рік складалася з 11 поселень, 11 сільських громад. Населення — 9240 особи (4586 чоловічої статі та 4654 — жіночої), 859 дворових господарств.
|                     | Площа, десятин | У тому числі орної, дес. |
| ------------------- | -------------- | ------------------------ |
| Сільських громад    | 5412           | 4966                     |
| Приватної власності | 4728           | 6769                     |
| Іншої власності     | 212            | 162                      |
| Загалом             | 14618          | 11897                    |

Поселення волості:
- Конельська Попівка — колишнє власницьке село при річці Конелі за 94 версти від повітового міста, 956 осіб, 123 дворів, православна церква, католицька каплиця, школа, поштова станція, постоялий будинок, винокурний завод.
- Зюбриха — колишнє власницьке село, 611 осіб, 75 дворів, православна церква, постоялий будинок і водяний млин.
- Конела — колишнє власницьке містечко при річці Конелі, 812 осіб, 113 дворів, православна церква, католицька каплиця, синагога, 2 єврейських молитовних будинки, школа, 2 постоялих двори, 3 постоялих будинки, 2 водяних млини, ярмарки по неділях через 2 тижні.
- Конельська Циберманівка — колишнє власницьке село при річці Конелі, 422 особи, 82 двори, православна церква, школа та постоялий будинок.
- Конельські Хутори — колишнє власницьке село, 347 осіб, 45 дворів, православна церква та школа.
- Куп'єватка (Копієватка) — колишнє власницьке село, 1060 осіб, 136 дворів, православна церква, школа, постоялий будинок і 3 водяних млини.
- Медувата — колишнє власницьке село, 298 осіб, 33 двори, каплиця та постоялий будинок.
- Отрожана — колишнє власницьке село при річці Тікич, 553 особи, 60 дворів, постоялий двір і постоялий будинок.
- Теолин — колишнє власницьке село, 213 осіб, 66 дворів, каплиця та постоялий будинок.
- Циберманова Гребля — колишнє власницьке село при річці Конелі, 542 особи, 76 дворів, постоялий будинок і водяний млин.
- Юстинград — колишнє власницьке містечко при річці Конелі, 385 осіб, 50 дворів, православна церква, синагога, 3 єврейських молитовних будинки, школа, 8 постоялих дворів, постоялий будинок, 48 лавок, ярмарки по неділях через 2 тижні.